# Palazzo Brandolin Rota

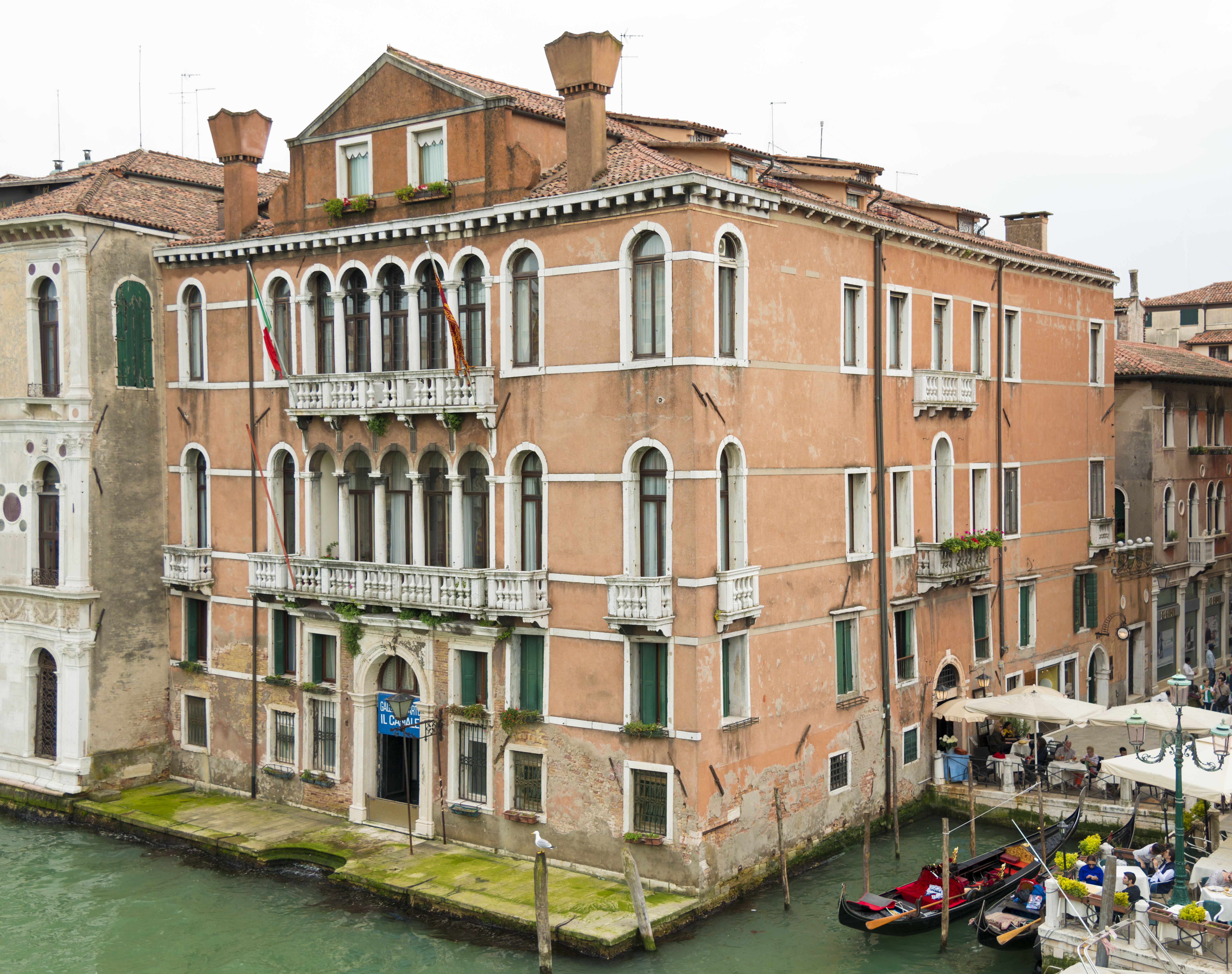
Palazzo Brandolin Rota

Palazzo Brandolin Rota ist ein Palast in Venedig in der italienischen Region Venetien. Er liegt im Sestiere Dorsoduro mit Blick auf den Canal Grande zwischen der Galleria dell’Accademia und dem Palazzo Contarini Polignac.

## Geschichte
Der Palazzo Brandolin Rota wurde im 17. Jahrhundert nur zwei Stockwerke hoch erbaut. Mitte des 18. Jahrhunderts vergrößerte man das Gebäude so, wie es heute zu sehen ist. In der zweiten Hälfte desselben Jahrhunderts kaufte es Franz Edler von Hruschka.
Heute gehört der Palast der Familie Brandolini Rota.
Im 19. Jahrhundert war dort das Hotel Universo untergebracht und kurze Zeit wohnte dort die hervorragende Sopranistin Toti dal Monte. Später residierte dort der Circolo Società dell’Unione, einer der letzten Herrenclubs in Italien.
Zurzeit wird der Palast als Privathaus genutzt.

## Beschreibung
Der Palazzo Brandolin Rota ist ein Gebäude mit drei Vollgeschossen und einem Mezzaningeschoss zwischen dem Erdgeschoss und dem ersten Obergeschoss. Seine Fassade zum Canal Grande hin ist einfach gestaltet; in der Mitte befindet sich das Rundbogenportal zum Wasser hin. Die beiden Hauptgeschosse unterschiedlichen Baujahres, aber im Wesentlichen gleichartig, haben jeweils neun Rundbogenöffnungen, von denen die mittleren fünf je ein Fünffachfenster bilden, was man an den Balustraden sehen kann, die im ersten Obergeschoss vor allen Fenstern, im zweiten aber nur vor dem mittleren Fünffachfenster angebracht sind. Darüber hat die Fassade eine Verdachung mit zwei quadratischen Einzelfenstern in der Mitte.